# Sant Romà de la Clusa
Sant Romà de la Clusa és un antic poble i parròquia, que en l'actualitat està integrat en el municipi de Castell de l'Areny, al Berguedà.
Des de 1250 m d'altitud presideix la clotada de la Clusa. S'hi accedeix per pistes de muntanya, des de diferents pobles, la Nou de Berguedà, Sant Julià de Cerdanyola, la Pobla de Lillet o Vilada. Aquesta última opció és la més senzilla, dins del mateix poble està indicat el camí d'uns 10 km.
Pels voltants es troben diverses masies.

## Església de Sant Romà
Es conserva l'antiga església, d'estil romànic. Construïda al segle xii, va ser restaurada entre els anys 1963 i 1965. Es tracta d'un edifici d'una sola nau allargada coberta amb volta de canó sense arcs torals de reforç, lleugerament apuntada i de poca alçària. La nau està rematada amb absis semicircular de dimensions més petites, orientat a llevant. El desnivell entre la nau i l'absis és salvat per un arc triomfal. L'entrada és a un dels laterals, al mur sud, i és un arc de mig punt adovellat. No hi ha gaires obertures, són petites, totes d'arc de mig punt situades en llocs destacats. A l'extrem de ponent, sobre l'església es dreça un campanar d'espadanya de dues obertures. El parament és de pedres de petites dimensions, irregulars i disposades en filades. La coberta és a dues aigües de teula àrab a la nau i teula romana a l'absis.

## Història
El topònim de la Clusa surt esmentat a l'acta de consagració de Sant Llorenç prop de Bagà el 983; el monestir tenia en aquest lloc dos masos. La vida eclesiàstica al redós de l'església de Sant Romà, començà segurament al segle xii, data de referència a l'església ni a cap dels seus preveres. L'any 1211, Berenguer de la Clusa, diaca, signa com a testimoni. Durant el s. XIV el lloc pertanyia a la seva muller, senyora de Portella i de Llussà, donaren als homes de la Clusa el bosc del mateix nom, que aleshores pertanyia al castell de Roset. Posteriorment inclòs dins la baronia de Pinós i Mataplana era un centre independent, fins i tot del castell de l'Areny, amb el que sovint hi tenien problemes pels emprius dels llocs.
Entre 1963 i 1965 fou restaurat tot el conjunt. Fins al 1936 es conservava a l'església mateixa una talla romànica d'1,20 m. d'una majestat, perduda durant la guerra civil (1936- 1939).